# BMW R1200GS Prototype
De BMW R 1200 GS is een prototype van een motorfiets van BMW.
Begin 2011 doken de eerste spionagefotos op van een nieuwe BMW Motorfiets in GS styling. Uiterlijke kenmerken verrieden een compleet nieuwe vloeistofgekoelde tweecilinderboxermotor. Bij deze motor waren de cilinders gedraaid: het inlaattraject zat niet achter maar boven de cilinders, de uitlaten niet aan de vóór- maar aan de achterkant.
Dit model zou het eerste BMW boxermodel met vloeistofkoeling worden, maar het principe deed erg denken aan de constructie van BMW R1 Prototype dat tussen 1989 en 2002 beproefd werd. Bij dit eveneens vloeistofgekoelde prototype was de motorconstructie vrijwel identiek.
De BMW boxermotoren hadden in het verloop van jaren steeds meer vermogen gekregen, en de laatste ontwikkeling was de toepassing van dubbele bovenliggende nokkenassen op de laatste modellen van de BMW R 1200-serie en de toepassing van brandstofinjectie. Vloeistofkoeling geeft echter een grotere controle over de motortemperatuur, waardoor een motor nog verder opgevoerd kan worden. Daardoor zouden de BMW boxers dichter in de buurt van bijvoorbeeld de zware tweecilindermodellen van KTM en Ducati kunnen komen.

## Motor en aandrijflijn
De motor was geheel nieuw ontworpen. Ondanks de vloeistofkoeling waren er koelribben op de cilinders aangebracht. Het was een blokmotor, met geïntegreerde versnellingsbak en meervoudige natte platenkoppeling. Het carter was verticaal deelbaar. Doordat de inlaatspruitstukken aan de bovenkant van de cilinders zaten, kon ook de luchtfilterkast naar voren verhuizen, waardoor de brandstoftank en daarmee het zwaartepunt naar achteren en naar beneden verplaatst konden worden. Bovendien kwam er meer vrije ruimte bij de voeten en scheenbenen van de bestuurder. De uitlaatspruitstukken aan de onderkant van de cilinders wezen licht naar voren, waardoor waarschijnlijk ook de uitlaten eerst naar voren zouden wijzen en dan een korte bocht richting achterwiel zouden maken. De cardanaandrijving was verhuisd naar de linkerkant van de motorfiets.

### Waarschijnlijke technische gegevens
| BMW              | R 1200 GS "Wassermann"                                  |
| ---------------- | ------------------------------------------------------- |
| Interne werknaam | K 50                                                    |
| Categorie        | prototype                                               |
| Motortype        | kopklepmotor                                            |
| Bouwwijze        | langsgeplaatste vloestofgekoelde tweecilinderboxermotor |
| boring           | 100 mm                                                  |
| slag             | 75 mm                                                   |
| Cilinderinhoud   | 1178 cc                                                 |
| Max. Vermogen    | 125 Nm bij 7.500 tpm                                    |
| Max. Vermogen    | 92 kW/125 pk bij 5.500 tpm                              |
| Aandrijving      | cardanas                                                |
| Rijwielgedeelte  | buisframe met dragend motorblok                         |